# Championnat de Finlande de football 1975
Navigation
Saison précédente Saison suivante
La saison 1975 du Championnat de Finlande de football était la 46e édition de la première division finlandaise à poule unique, la Mestaruussarja. Les douze meilleurs clubs du pays jouent les uns contre les autres à deux reprises durant la saison, à domicile et à l'extérieur. À la fin de la compétition, les 2 derniers du classement sont relégués et remplacés par les deux meilleurs clubs d'Ykkonen, la deuxième division finlandaise.
Cette saison, c'est le club du TPS Turku qui s'impose en terminant en tête du classement final, avec 2 points d'avance sur le tenant du titre, et 5 sur le KPV Kokkola. Il s'agit du 8e titre de champion de Finlande de l'histoire du club.

## Les 12 clubs participants
| - KPT Kuopio - VPS Vaasa - Promu de Ykkonen - KPV Kokkola - MP Mikkeli - Haka Valkeakoski - OTP Oulu | - HJK Helsinki - MiPK Mikkeli - MyPa 47 Anjalankoski - Promu de Ykkonen - TPS Turku - KuPS Kuopio - Reipas Lahti |

## Compétition

### Classement
Le barème de points servant à établir le classement se décompose ainsi :
- Victoire : 2 points
- Match nul : 1 point
- Défaite : 0 point

| Rang | Équipe                 | Pts | J  | G  | N | P  | Bp | Bc | Diff |
| ---- | ---------------------- | --- | -- | -- | - | -- | -- | -- | ---- |
| 1    | TPS Turku              | 32  | 22 | 13 | 6 | 3  | 34 | 18 | +16  |
| 2    | KuPS Kuopio T          | 30  | 22 | 12 | 6 | 4  | 40 | 24 | +16  |
| 3    | KPV Kokkola            | 27  | 22 | 11 | 5 | 6  | 31 | 21 | +10  |
| 4    | MiPK Mikkeli           | 26  | 22 | 10 | 6 | 6  | 40 | 27 | +13  |
| 5    | KPT Kuopio             | 26  | 22 | 10 | 6 | 6  | 32 | 22 | +10  |
| 6    | Reipas Lahti C         | 23  | 22 | 10 | 3 | 9  | 47 | 35 | +12  |
| 7    | VPS Vaasa P            | 22  | 22 | 8  | 6 | 8  | 29 | 28 | +1   |
| 8    | HJK Helsinki           | 18  | 22 | 8  | 2 | 12 | 29 | 37 | -8   |
| 9    | MP Mikkeli             | 18  | 22 | 6  | 6 | 10 | 23 | 36 | -13  |
| 10   | Haka Valkeakoski       | 15  | 22 | 6  | 3 | 13 | 21 | 36 | -15  |
| 11   | OTP Oulu               | 15  | 22 | 5  | 5 | 12 | 19 | 38 | -19  |
| 12   | MyPa 47 Anjalankoski P | 12  | 22 | 4  | 4 | 14 | 22 | 45 | -23  |

|  | Qualification pour la Coupe d'Europe des clubs champions 1976-1977                      |
|  | Qualification pour la Coupe des Coupes 1976-1977                                        |
|  | Qualification pour la Coupe UEFA 1976-1977                                              |
|  | Participation au barrage de relégation                                                  |
|  | Relégation en deuxième division                                                         |
|  | T Tenant du titre C Vainqueur de la Coupe de Finlande P Club promu de deuxième division |

### Matchs

#### Barrage de relégation
Le Haka Valkeakoski et l'OTP Oulu ont terminé ex æquo à la place de dernier non-relégable; un match de barrage est donc nécessaire pour connaître l'équipe qui participera à la prochaine saison de Mestaruussarja.
| Équipe 1         | Résultat | Équipe 2 |
| ---------------- | -------- | -------- |
| Haka Valkeakoski | 1 - 0    | OTP Oulu |

## Bilan de la saison
| Championnat de Finlande de football 1975                  |                      |
| Champion                                                  | TPS Turku (8e titre) |
| Coupes et trophées                                        |                      |
| Vainqueur de la Coupe de Finlande 1975                    | Reipas Lahti         |
| Qualifications continentales                              |                      |
| Coupe d'Europe des clubs champions 1976-1977 Premier tour | TPS Turku            |
| Coupe des Coupes 1976-1977 Premier tour                   | Reipas Lahti         |
| Coupe UEFA 1976-1977 Premier tour                         | KuPS Kuopio          |
| Promotions et relégations                                 |                      |
| Promus en Mestaruussarja                                  | GBK Kokkola          |
| Promus en Mestaruussarja                                  | OPS Oulu             |
| Relégués en Ykkonen                                       | OTP Oulu             |
| Relégués en Ykkonen                                       | MyPa 47 Anjalankoski |